# Шипіоне
Джино Бонікі (25 лютого 1904 — 9 листопада 1933), відомий як Шипіоне, — італійський художник, письменник, поет, карикатурист та ілюстратор книг.

## Життєпис
Джино Бонікі народився в Мачератах. 1909 року переїхав до Риму, де пізніше поступив до Скуоли Лібера ді Нудо Римської академії витончених мистецтв. Разом із Маріо Мафаєм та Антоньєттою Рафаел заснував групу художників «Римської школи віа Кавур», які були під впливом експресіонізму і виступили проти офіційно затвердженого мистецтва фашистського періоду. «Римська школа», за висловом критика, стала «ураганом у мистецькому житті Риму».
Помер в Арко 9 листопада 1933 року від туберкульозу.
Італійський художник Клаудіо Бонікі (1943 р.) — племінник Шипіоне.

## Творчість

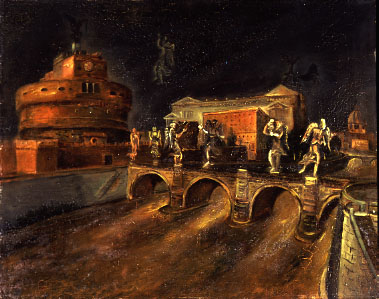
Міст Святого Ангела, 1930

Свій перший твір Шипіоне виставив у 1927 році. Приблизно в цей час він також почав публікувати свої вірші та есеї. Інтерес до історії мистецтва змусив Шипіоне вивчити італійських старих майстрів, а також Ель Греко і Гойю. Такі експресіоністи, як Хайм Сутін, Джеймс Енсор і Ґеорґ Ґросс, вплинули на розвиток його стилю, який характеризувався містицизмом й особистою символікою.
Шипіоне, який не дожив до тридцяти років, став центральною фігурою «Римської школи віа Кавур». Група з'явилася як альтернатива «згасаючій величі метафізичного мистецтва і політизованій метушні пізнього футуризму».
У період найбільшої своєї активності між 1927 і осінню 1930 роками він випустив свої найважливіші твори, такі як «Натюрморт з капелюшкою» (1929) і «Натюрморт з пером» (1929). Він виставлявся на Венеціанській бієнале в 1930 році і на першій Римській квадрієнале в 1931 році.
Невеликі картини Шипіоне «Апокаліпсис», 1930, «Католицький князь», 1930, жорстко ритмізовані, напоєні «дантівським» пекельним вогнем. За визначенням мистецтвознавців, ці твори «сприймаються автономним пластичним явищем в італійському живописі, що стикається більш за інші з гіркою тривогою передвоєнної Європи». Його пейзаж «Пьяцца Навона», 1930, таїть в собі відчуття «захопленого катастрофізму». Незвично експресивні, просякнуті болем міські краєвиди, написані художниками групи «Римська школа віа Кавур», виявилися різким контрастом метафізичному застиглому простору.
В останні два роки свого життя туберкульоз, від якого страждав тривалий час, змусив його відмовитися від живопису на користь малюнка.

## Галерея

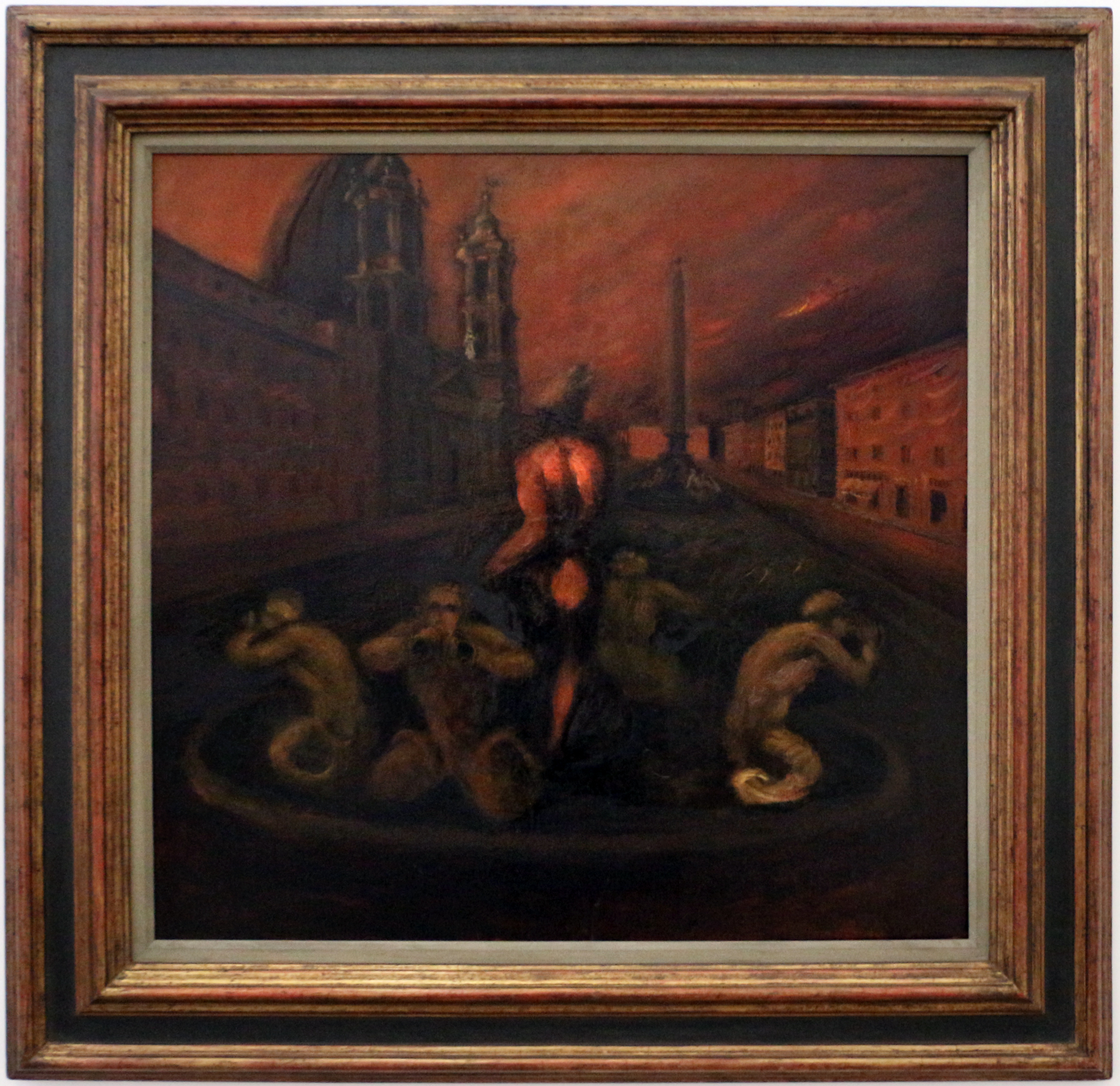
Шипіоне. «Пьяцца Навона», 1930
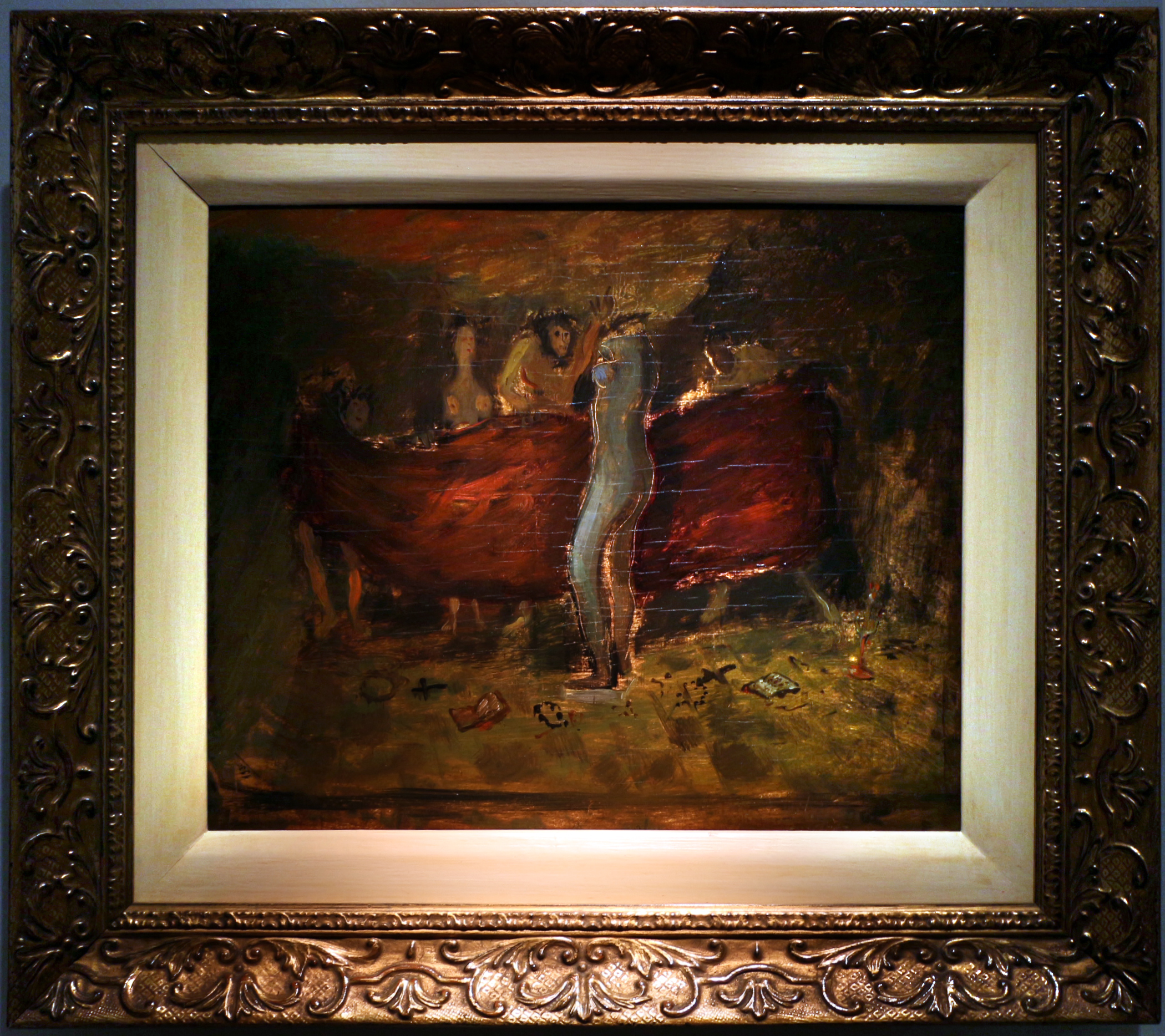
Фрагмент «Апокаліпсиса», 1930
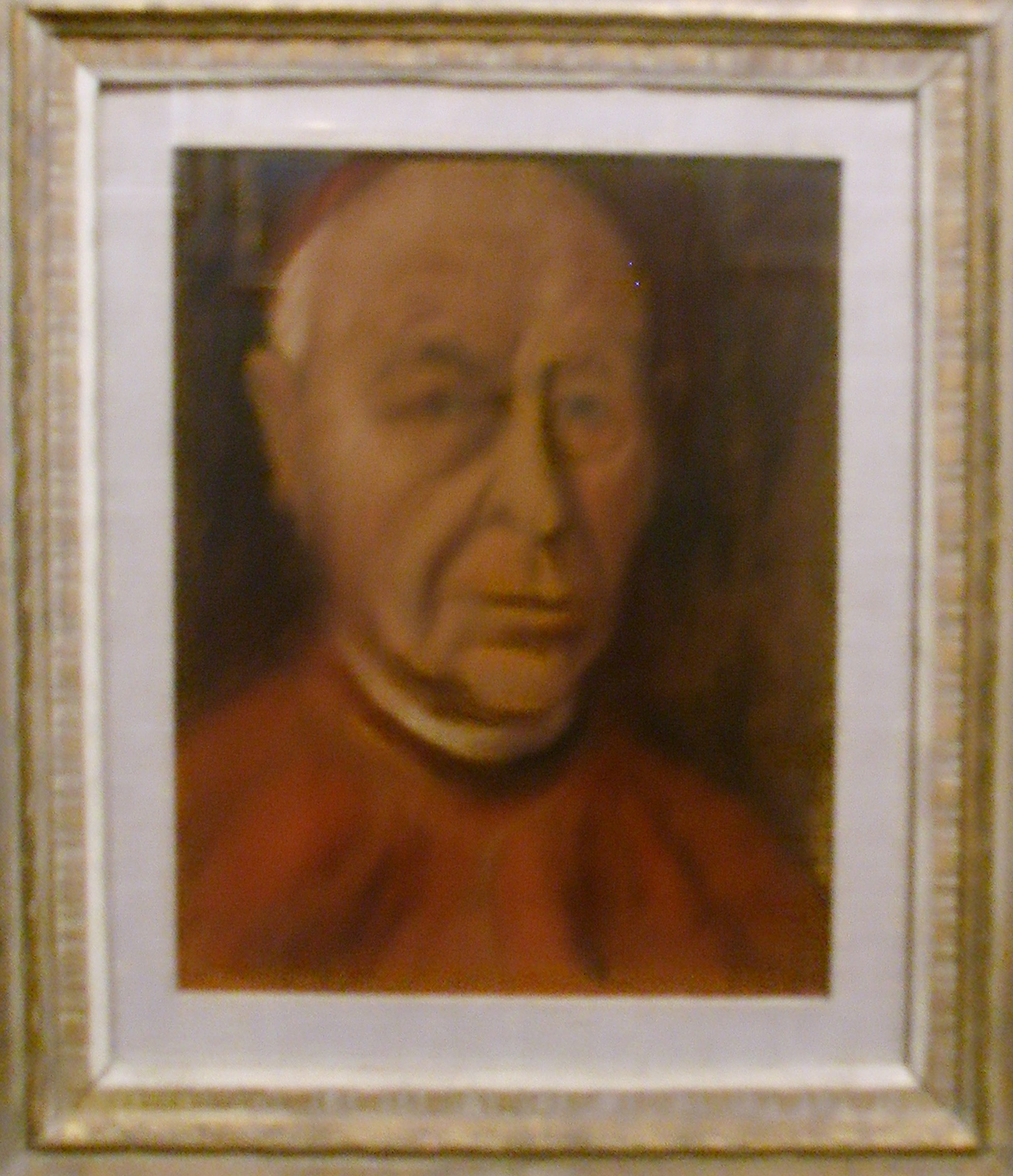
Портрет кардинала Ваннутеллі, 1929